# كعكة بطيق

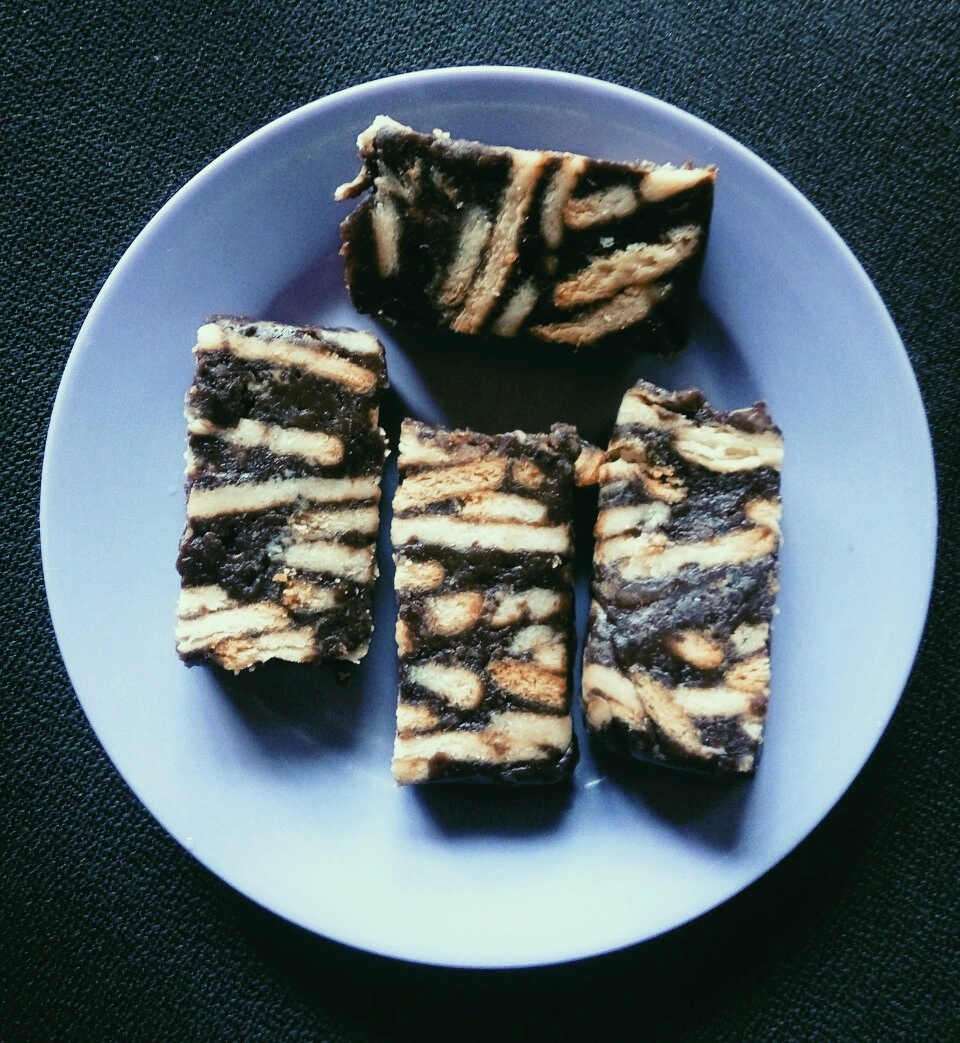

كعكة البَطِيق أو كعكة الباتيك هي نوع من حلوى كعك الثلاجة الماليزية غير المخبوزة والتي جلبها البريطانيون في البلاد خلال الحقبة الاستعمارية وعُدّلت المكونات الماليزية. تُحضر هذه الكعكة عن طريق خلط بسكويت ماري المكسور مع صلصة الشكلاتة أو الكسترد السائل المصنوع من البيض والزبدة أو السمن النباتي والحليب المكثف والميلو  ومسحوق الكاكاو .  تُقدم الكعكة في المناسبات الخاصة مثل عيد الفطر وعيد الميلاد.